# Hooray for Hollywood (album van The Star Sisters)
Hooray for Hollywood was in 1984 tweede muziekalbum van The Star Sisters. Het is het zesde album uit het project Stars on 45 van producer Jaap Eggermont.
Twee medleys op het album werden een hit toen ze op single werden uitgebracht, de titelsong Hooray for Hollywood en A tribute to Marilyn Monroe. Vergelijkbaar met hun eerste album, Tonight 20:00 hrs., gelijkt de muziek op dat van de Andrews Sisters. De liedjes zijn in dit geval covers uit de filmwereld.
Het album bereikte nummer 31 in de Nederlandse Albumtop. In Zwitserland kwam het op nummer 29 te staan en in Duitsland op nummer 23.

## Nummers
| Nr. | naam                        | duur |
| --- | --------------------------- | ---- |
| A1  | A tribute to Marilyn Monroe | 4:19 |
| A2  | Alexander's Ragtime Band    | 3:04 |
| A3  | Mister Sandman              | 2:44 |
| A4  | Cry me a river              | 3:50 |
| A5  | This is only the beginning  | 3:11 |
| B1  | Hooray for Hollywood        | 3:10 |
| B2  | Sentimental gentleman       | 2:01 |
| B3  | Lullaby of Broadway         | 2:43 |
| B4  | Hawaiian Summer             | 3:08 |
| B5  | Drivin' with my baby        | 2:33 |
| B6  | Showbusiness                | 3:00 |